# Мультифизика
Мультифи́зика — понятие (рубрика) в физическом моделировании, обозначающее объединение описаний (моделей) нескольких различных физико-химических механизмов в одной модели (приложении), притом математические выражения для этих механизмов в данной модели должны взаимно сочетаться.
Частным случаем этого определения является система дифференциальных уравнений с более чем одной независимой переменной различных физических размерностей. Следует заметить, что до определённой степени данное понятие является условным; возможны его разные трактовки.
Примером мультифизической модели по Циммерману является модель, описывающая во взаимном сочетании термоконвекцию и неизотермический химический реактор; примерами мультифизических предметных областей — физико-химическая гидродинамика, магнитогидродинамика, электрокинетическое течение, многофазное течение, двойная диффузия и др.